# Watersnood van 1741

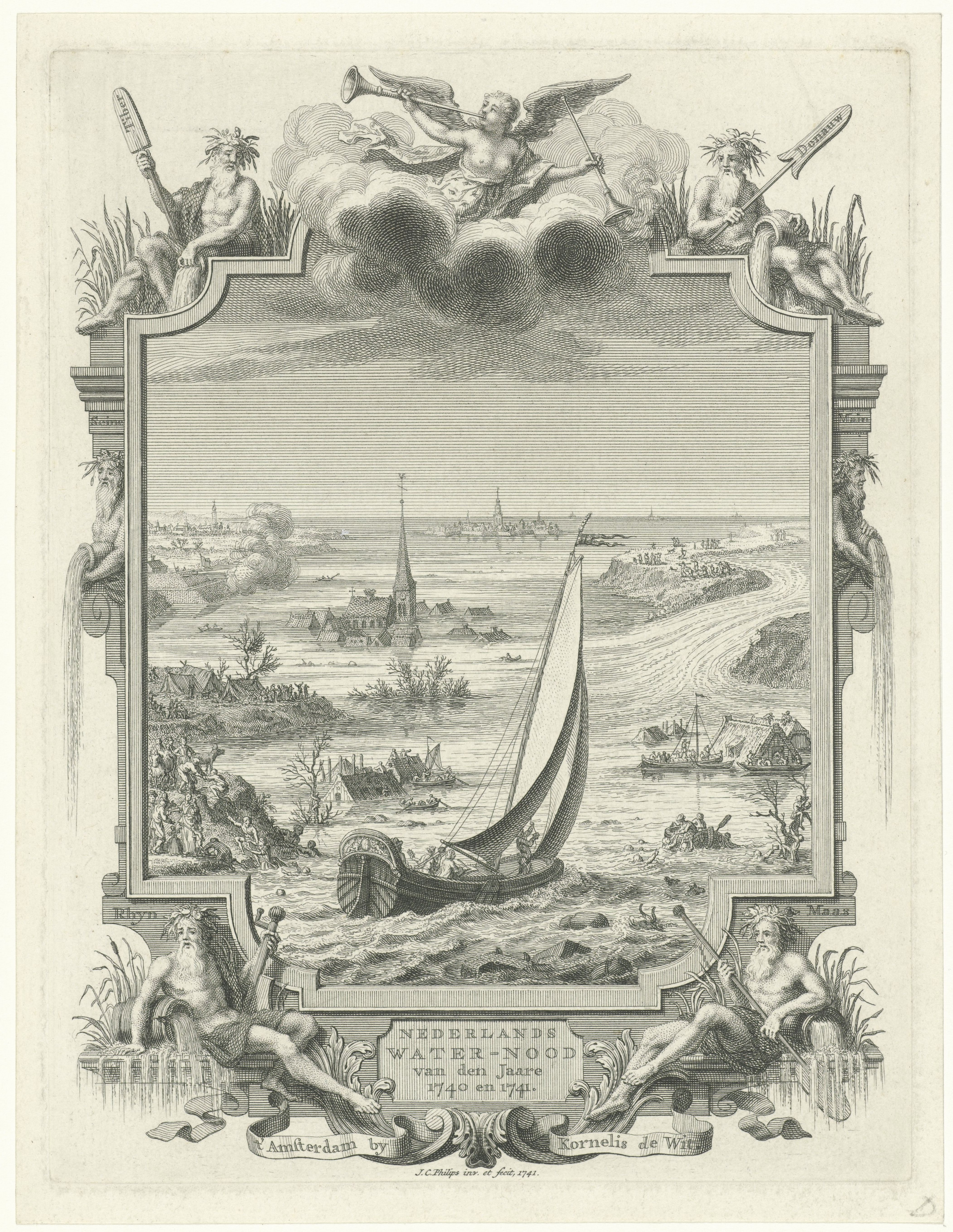
Een jacht zeilt over het overstroomde land en langs verdronken dorpen tijdens de watersnood na het doorbreken van de dijken, december 1740 - januari 1741. In allegorische omlijsting met de Faam en vier riviergoden.

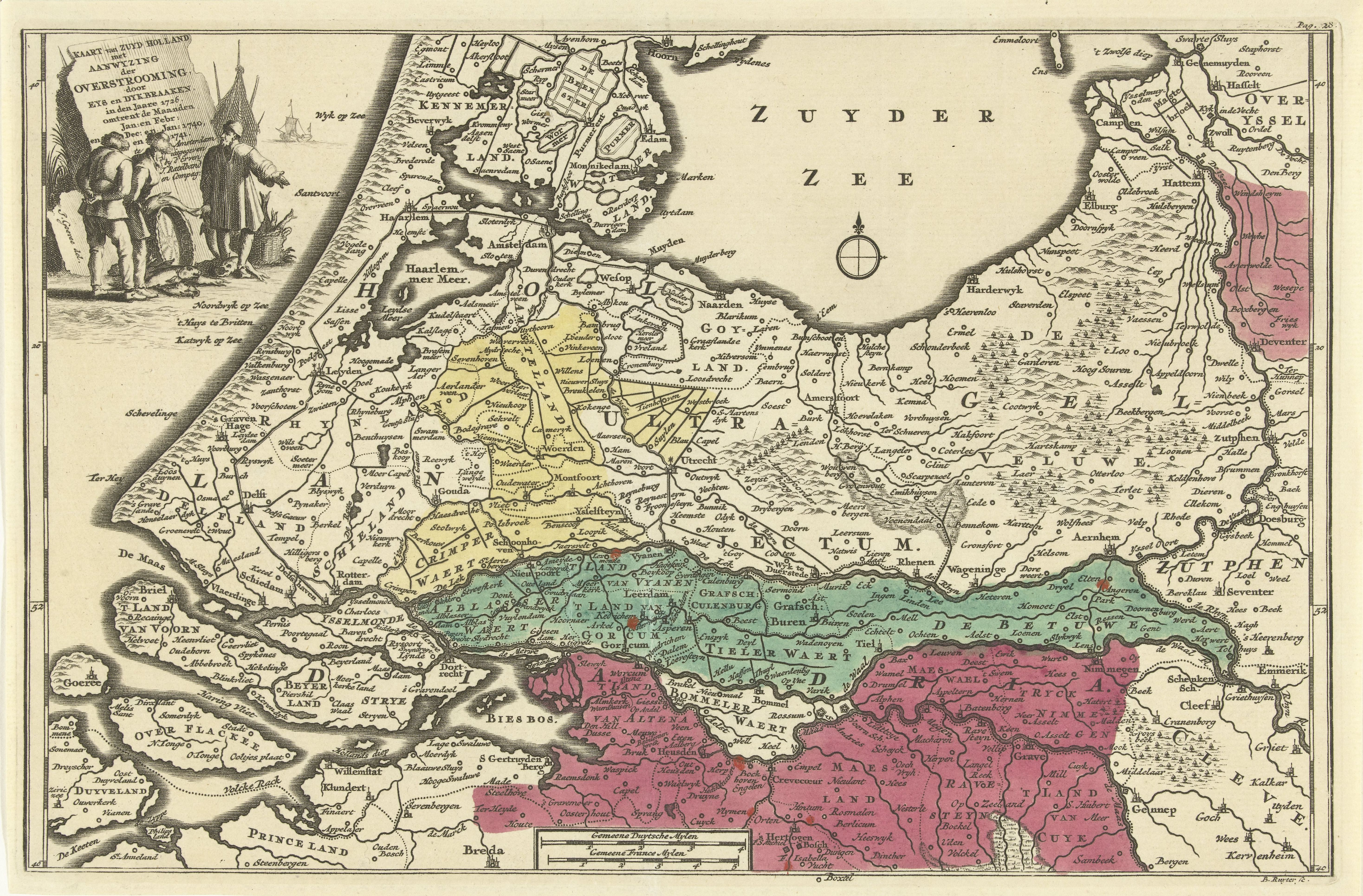
Kaart van Zuid-Holland waarop in verschillende kleuren de gebieden die getroffen zijn bij de overstromingen in begin 1726 en in december 1740 en januari 1741 zijn aangegeven.

De watersnood van 1741, ook wel de watersnood van 1740 en 1741 was een overstroming waarbij grote gebieden van het Nederlandse rivierengebied overstroomden. Op 24 december 1740 braken de dijken bij Bemmel en Elden. Hoewel er bij de doorbraken weinig menselijke slachtoffers vielen, was de materiële schade groot. Vee verdronk massaal. 
De dijken konden uiteindelijk pas in april worden gedicht. Door de lange duur, de wind en het drijfijs raakten vele woningen beschadigd. Zo bleven in Bleskensgraaf slechts drie huizen onbeschadigd, in Ottoland niet één huis.
In de ogen van velen waren de dijkbreuken en overstromingen instrumenten Gods om het volk van Nederland te straffen voor hun zonden. Ds. Wilhelmus Themmen, predikant te Arnhem, wijdde er in 1741 een boek aan getiteld: Gots Regtveerdige Gerigtshandel met de inwoonders van Neerlant door het gewelt van winden en waateren. Hij geeft ook de motieven aan: Om de vloed hunner steigerende sonden door den vloed van ooverloopende Rivieren gevoelig te bestraffen, en den sorgeloosen hoop teegens het bruysen der vyandelijke volcken te waarschouwen; op dat Lant en Kerke door hun heïermagt niet schielijk ooverrompelt en met al hun heerlykheit verslonden worden. Ds. Themmen doelde waarschijnlijk op de dreigingen voor de Republiek van de Oostenrijkse Succesieoorlog. Hij stond niet
alleen in zijn opvatting dat de overstroming een kastijding van God was wegens de zonden van het volk.
In de Over-Betuwe wordt melding gemaakt van vijf doden. In de Alblasserwaard wordt gesproken over 'enkelen'. Het lage aantal slachtoffers valt te verklaren doordat volgens ooggetuigenverslagen het water langzaam steeg, zodat er voldoende gelegenheid moet zijn geweest om naar zolders en veelal hoger gelegen kerken te vluchten. Het reddingswerk en de noodhulpverlening in 1741 waren vooral een zaak van omliggende steden en particuliere hulpcomités. 